# تشو أنيكي (لعبة فيديو)
تشو أنيكي (باليابانية: 超兄貴)، هي لعبة فيديو يابانية من نوع شوتم أب، تم تطويرها من قبل ماسايا، وتم نشر اللعبة من قبل الشركات الثلاث، نيبون كومبيوتر سيستمز، إنتربريس، وهدسن سوفت، صدرت اللعبة اليابانية في الأسواق سنة 1992، وتعمل على منصتي توربو غرافيكس-16 ومايكروسوفت ويندوز.